# Pardosa prolifica
Pardosa prolifica är en spindelart som beskrevs av F. O. Pickard-Cambridge 1902. Pardosa prolifica ingår i släktet Pardosa och familjen vargspindlar. Inga underarter finns listade i Catalogue of Life.